# Saison 2011-2012 de l'Aston Villa FC
Maillots
Chronologie
Saison précédente Saison suivante
La saison 2011-2012 du Aston Villa Football Club sera la 137e saison professionnelle du club, la 101e en Premier League et la 24e consécutive. 
Le club est entraîné pour la première fois par l'écossais Alex McLeish, ancien entraîneur de Birmingham City (relégué en Football League Championship), qui remplace le français Gérard Houllier, resté un an au club. 
Le club, ayant fini 9e du championnat la saison précédente, ne dispute pas de compétition européenne pour la première fois depuis 4 ans. Le club est en compétition pour la Premier League, la FA Cup et la League Cup.

## Transferts

### Mercato d'été

#### Arrivées
| Date            | Type  | Prix     | Joueur           | Ancien club       | Championnat    |
| 18 juillet 2011 | Achat | 4 M€     | Shay Given       | Manchester City   | Premier League |
| 29 juillet 2011 | Achat | 10,80 M€ | Charles N'Zogbia | Wigan Athletic    | Premier League |
| 31 août 2011    | Achat | 3,40 M€  | Alan Hutton      | Tottenham Hotspur | Premier League |
| 31 août 2011    | Prêt  | -        | Jermaine Jenas   | Tottenham Hotspur | Premier League |

Total dépenses : 18,20 M€

#### Départs
| Date            | Type           | Prix     | Joueur            | Nouveau club        | Championnat                  |
| 27 mai 2011     | Fin de contrat | Gratuit  | Nigel Reo-Coker   | Bolton Wanderers    | Premier League               |
| 27 mai 2011     | Fin de contrat | Gratuit  | John Carew        | West Ham United     | Football League Championship |
| 27 mai 2011     | Fin de contrat | Gratuit  | Isaiah Osbourne   | Hibernian           | Scottish Premier League      |
| 27 mai 2011     | Fin de contrat | -        | Moustapha Salifou | -                   | -                            |
| 27 mai 2011     | Fin de contrat | -        | Robert Pirès      | -                   | -                            |
| 27 mai 2011     | Fin de contrat | Gratuit  | Harry Forrester   | Brentford           | Football League One          |
| 27 mai 2011     | Fin de contrat | -        | Arsenio Halfhuid  | -                   | -                            |
| 27 mai 2011     | Fin de contrat | -        | Ellis Deeney      | -                   | -                            |
| 27 mai 2011     | Fin de contrat | -        | Calum Flanagan    | -                   | -                            |
| 3 juin 2011     | Fin de contrat | Gratuit  | Brad Friedel      | Tottenham Hotspur   | Premier League               |
| 23 juin 2011    | Vente          | 19,20 M€ | Ashley Young      | Manchester United   | Premier League               |
| 15 juillet 2011 | Vente          | 22,50 M€ | Stewart Downing   | Liverpool           | Premier League               |
| 26 août 2011    | Prêt           | -        | Andreas Weimann   | Watford             | Football League Championship |
| 27 août 2011    | Vente          | Indéfini | Jonathan Hogg     | Watford             | Football League Championship |
| 27 août 2011    | Vente          | Indéfini | Luke Young        | Queens Park Rangers | Premier League               |
| 29 août 2011    | Prêt           | -        | Jean II Makoun    | Olympiakos          | Superleague                  |

Total recettes : 41,70 M€

## Matchs
Source : avfc.co.uk

## Classements

### Premier League
Aston Villa termine le championnat à la seizième place avec 7 victoires, 17 matchs nuls et 14 défaites. Une victoire rapportant trois points et un match nul un point, Aston Villa totalise 38 points.
Extrait du classement de Premier League 2011-2012
| Rang                                 | Équipe              | Pts | J  | G  | N  | P  | Bp | Bc | Diff |
| ------------------------------------ | ------------------- | --- | -- | -- | -- | -- | -- | -- | ---- |
| 13                                   | Sunderland          | 45  | 38 | 11 | 12 | 15 | 45 | 46 | -1   |
| 14                                   | Stoke City          | 45  | 38 | 11 | 12 | 15 | 36 | 53 | -17  |
| 15                                   | Wigan Athletic      | 43  | 38 | 11 | 10 | 17 | 42 | 62 | -20  |
| 16                                   | Aston Villa         | 38  | 38 | 7  | 17 | 14 | 37 | 53 | -16  |
| 17                                   | Queens Park Rangers | 37  | 38 | 10 | 7  | 21 | 43 | 66 | -23  |
| 18                                   | Bolton Wanderers    | 36  | 38 | 10 | 6  | 22 | 46 | 77 | -31  |
| 19                                   | Blackburn Rovers    | 31  | 38 | 8  | 7  | 23 | 48 | 78 | -30  |
| 20                                   | Wolverhampton       | 25  | 38 | 5  | 10 | 23 | 40 | 82 | -42  |
| Relégation en Championship 2012-2013 |                     |     |    |    |    |    |    |    |      |